# Гурий (Шалимов)
Епи́скоп Гу́рий (в миру Юрий (Георгий) Николаевич Шалимов; род. 17 сентября 1946, деревня Лучинки, Гороховецкий район, Владимирская область) — архиерей Русской православной церкви на покое, бывший епископ Петропавловский и Булаевский (Казахстан). С 2015 года настоятель храма Казанской иконы Божией Матери в Коломенском в городе Москве.

## Биография
Родился 17 сентября 1946 года в деревне Лучинки Гороховецкого района Владимирской области, в семье рабочего Николая и Александры Шалимовых.
В 1947 году семья переехала в город Горький. В детстве выучился у своей бабушки читать по-церковнославянски.
В 1960 году окончил 7 классов средней школы. В 1960—1964 годах учился в Сормовском машиностроительном техникуме, который окончил с отличием.
В 1964—1969 годах учился на переводческом факультете Горьковского государственного педагогического института иностранных языков им. Н. А. Добролюбова. По окончании института поступил на работу на кафедру английского и французского языков Горьковского педагогического института им. М. Горького.
С августа 1970 по 1972 год служил в Советской армии. В 1974—1975 годах обучался на Высших педагогических курсах при МГПИ им. Ленина.
С января по май 1976 года служил чтецом в Феодоро-Стратилатовском молитвенном доме посёлка Щербиновка Дзержинского района Донецкой области, затем в Никольском молитвенном доме города Ясиноватая.
24 июля 1977 года архиепископом Владимирским и Суздальским Владимиром (Котляровым) рукоположён во диакона, а 29 октября 1977 года — во иерея.
В 1977—1980 годах учился на заочном секторе Московской духовной семинарии, которую окончил по первому разряду.
С января 1978 года служил священником в Успенском кафедральном соборе города Владимира. В январе 1979 года назначен на должность секретаря архиепископа Владимирского и Суздальского.
В октябре 1979 года принят в клир Виленской епархии и назначен настоятелем Александро-Невской церкви поселка Ужусолис, а в 1980 году — настоятелем церкви святых Виленских мучеников в городе Таураге.
В 1980—1984 годах учился в Московской духовной академии.
В апреле 1981 года принят в клир Краснодарской епархии. Назначен на должность секретаря архиепископа Краснодарского и Кубанского Владимира (Котлярова).
С декабря 1984 года по март 1987 года являлся настоятелем Воскресенского храма в городе Рабат в Марокко. 5 октября 1985 года пострижен в монашество. 6 октября 1985 года возведён в сан игумена.
С 23 марта 1987 года — клирик Цюрихского викариатства.
11 сентября 1988 года назначен настоятелем Воскресенского храма в городе Цюрихе.
29 апреля 1989 года возведён в сан архимандрита.
С 29 января 1991 года настоятель Покровского храма города Сиднея в Австралии.

### Архиерейство
22 декабря 1992 года Священным синодом определено быть епископом Корсунским.
14 января 1993 года в Богоявленском соборе Москвы хиротонисан во епископа Корсунского.
За время служения в епархии были освящены 3 новых православных храма во Франции: Святых новомучеников и исповедников Российских в городе Ванв (пригород Парижа), Успения Божией Матери в Корсунской иконы Божией Матери женском монастыре в деревне Думерак близ Грасака (деп. Шаранта) и Всех святых в Знаменском женском монастыре в деревне Ла-Траверс близ Марсена (деп. Канталь), а также часовня св. мученицы Анастасии в Мальяно-Альфьери (Италия). Был открыт новый корпус старческого «Русского дома» в Сент-Женевьев-де-Буа под Парижем.
Определением Священного Синода от 31 марта 1999 года освобождён от управления Корсунской епархией с предоставлением отпуска по состоянию здоровья.
7 мая 2003 года решением Священного синода РПЦ назначен на Магаданскую кафедру
5 октября 2011 года решением Священного синода РПЦ избран управляющим Петропавловской и Булаевской епархией в Казахстанском митрополичьем округе РПЦ.
30 мая 2014 года почислен на покой по состоянию здоровья, согласно прошению.
16 апреля 2015 года назначен настоятелем храма Казанской иконы Божией Матери в Коломенском города Москвы.

## Публикации
- Из жизни епархий: Воскресенский приход в Рабате (Марокко) // Журнал Московской Патриархии. 1985. — № 7. — C. 23-25.

## Награды
- Орден «Знак Почёта» (1972)[источник не указан 769 дней]
- Орден святого благоверного князя Даниила Московского II степени (1996 год)
- Орден преподобного Сергия Радонежского II степени (2007 год)
- Орден святителя Иннокентия, митрополита Московского и Коломенского II степени (2011 год)[6]
- орден «За заслуги перед Православной Церковью Казахстана» (2013)[7]